# Вестфілд (тауншип, Пенсільванія)
Вестфілд (англ. Westfield) — місто (англ. borough) в США, в окрузі Тайога штату Пенсільванія. Населення — 1112 особи (2020).

## Географія
Вестфілд розташований за координатами 41°55′3″ пн. ш. 77°32′27″ зх. д. / 41.91750° пн. ш. 77.54083° зх. д. (41.917602, -77.540756).  За даними Бюро перепису населення США в 2010 році місто мало площу 2,51 км², уся площа — суходіл. В 2017 році площа становила 2,89 км², уся площа — суходіл.

## Демографія
Згідно з переписом 2010 року, у селищі мешкали 1064 особи в 453 домогосподарствах у складі 267 родин. Густота населення становила 425 осіб/км².  Було 506 помешкань (202/км²).
Расовий склад населення:
| - 97,8 % — білих - 1,0 % — чорних або афроамериканців - 0,4 % — корінних американців - 0,1 % — азіатів |

До двох чи більше рас належало 0,6 %. Частка іспаномовних становила 0,8 % від усіх жителів.
За віковим діапазоном населення розподілялося таким чином: 22,8 % — особи молодші 18 років, 57,8 % — особи у віці 18—64 років, 19,4 % — особи у віці 65 років та старші. Медіана віку мешканця становила 42,2 року. На 100 осіб жіночої статі у селищі припадало 88,7 чоловіків;  на 100 жінок у віці від 18 років та старших — 87,4 чоловіків також старших 18 років.
Середній дохід на одне домашнє господарство  становив 40 981 долар США (медіана — 29 653), а середній дохід на одну сім'ю — 51 987 доларів (медіана — 44 375). Медіана доходів становила 40 347 доларів для чоловіків та 24 896 доларів для жінок. За межею бідності перебувало 24,4 % осіб, у тому числі 32,5 % дітей у віці до 18 років та 8,3 % осіб у віці 65 років та старших.
Цивільне працевлаштоване населення становило 393 особи. Основні галузі зайнятості: виробництво — 27,7 %, освіта, охорона здоров'я та соціальна допомога — 19,3 %, роздрібна торгівля — 8,9 %, мистецтво, розваги та відпочинок — 6,9 %.